# Miroslav Karhan
Miroslav Karhan (Hlohovec, 21 de Junho de 1976) é um ex-futebolista eslovaco que atuava como meia. Seu ultimo clube na carreira foi o Spartak Trnava, no qual foi revelado para o futebol em 1994.
Pela seleção eslovaca é recordista de jogos com 107 jogos entre 1995 e 2011.